# Hl. Patrizius Patrizigasse

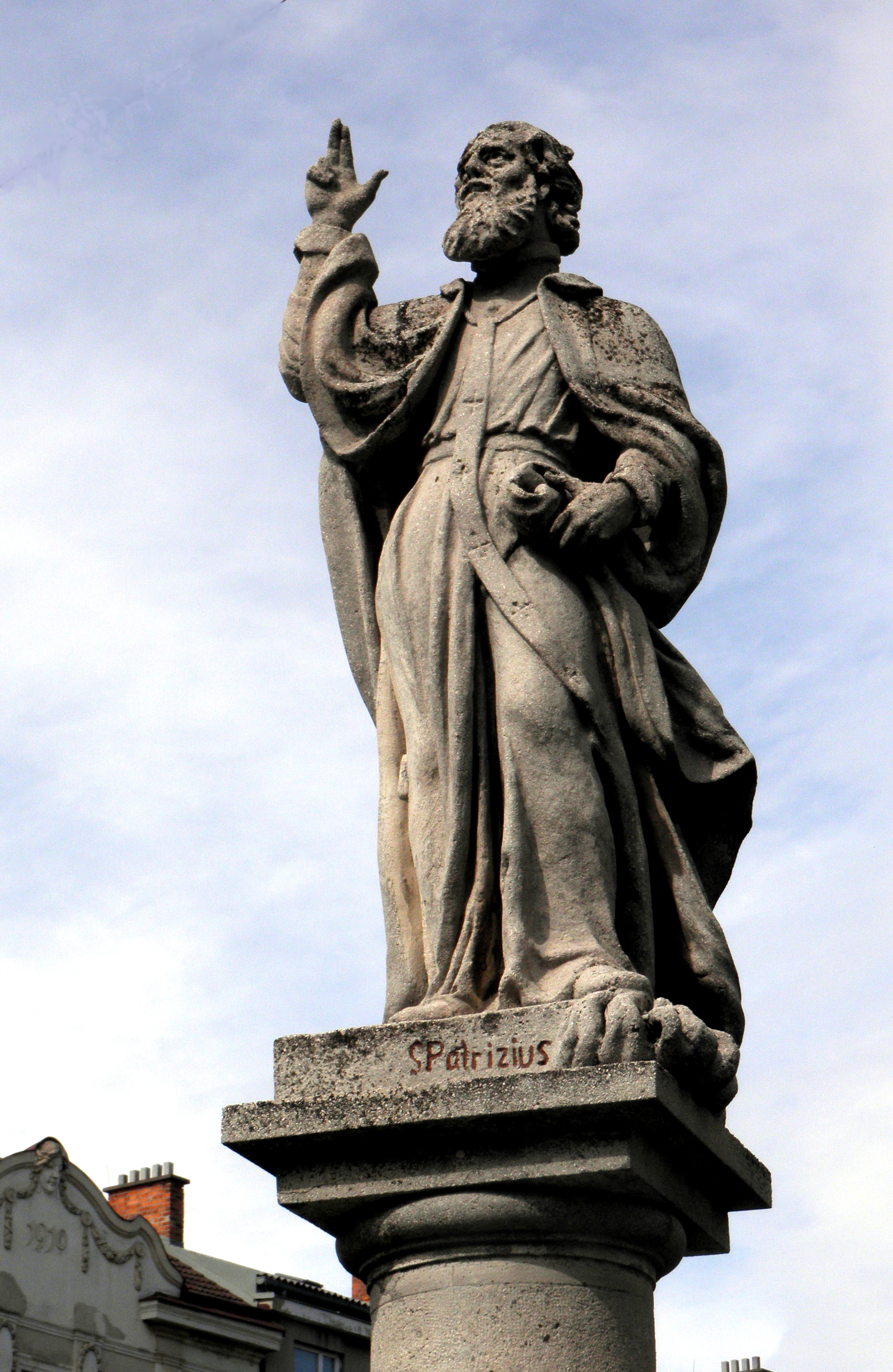
Hl. Patrizius an der Leopoldauer Straße

Der Hl. Patrizius ist die Kopie einer steinernen Statue des heiligen Patrizius von 1722 in einer Grünfläche im Kreuzungsbereich Leopoldauer Straße und Patrizigasse im 21. Wiener Gemeindebezirk Floridsdorf.

## Geschichte
Dieser Figurenbildstock wurde 1722 von Otto Ferdinand Herzog errichtet, als Dank für die gelungene Flucht vor einem angreifenden Wilderer. Heute befindet sich an dieser Stelle eine Kopie von 1862 des Originals, das sich im Bezirksmuseum Floridsdorf befindet.

## Beschreibung
Eine mehrfach genutete Rundsäule steht auf einem niedrigen zweistufigen Sockel. Auf der Rundsäule ist ein Gesims. Darüber steht eine Figur des heiligen Patrizius. Die Finger der rechten Hand hat er zum Schwur erhoben.

## Inschrift
Am Fuße der Statue ist folgende Inschrift zu lesen: „S. Patrizius“ sowie „Stockerau 1862“.